# Narodni parki v Vietnamu
Narodne parke v Vietnamu (vietnamsko Danh sách các vườn quốc gia tại Việt Nam) uradno določa vlada Vietnama z odloki. Običajno narodne parke, ki so na ozemlju več provinc in mest, upravlja ministrstvo za kmetijstvo in razvoj podeželja, medtem ko narodne parke, ki so znotraj meja province ali mesta, upravlja ljudski odbor province ali mesto.
Narodni parki v Vietnamu, ki se raztezajo od severnih meja do južnih oddaljenih otokov, so ustanovljeni za zaščito naravnih ekosistemov, rastlinstva in živalstva, raznolike naravne krajine, kot so subtropski deževni gozdovi v Phia Oắc-Phia Đén, subalpski subtropski gozdovi, zimzeleni tropski gozdovi do obalnih gozdov mangrov Xuân Thủy, Cát Bà in Mũi Cà Mau ter gozdovi melaleuca na šoti v U Minh Thượng in U Minh Hạ.
Trenutno ima Vietnam 34 narodnih parkov. Cúc Phương je prvi narodni park in je bil ustanovljen leta 1966 na območju 3 provinc: Ninh Bình, Thanh Hóa in Hòa Bình. Medtem je zadnji ustanovljen narodni park Sông Thanh, ustanovljen 18. decembra 2020, ki je v provinci Quảng Nam. Phong Nha-Kẻ Bàng je narodni park z največjo površino, medtem ko so gozdovi mangrov v narodnem parku Xuân Thủy narodni park z najmanjšo površino.
Phong Nha-Kẻ Bàng je edini narodni park v Vietnamu, ki ga je UNESCO priznal kot svetovno dediščino (od leta 2003). Poleg tega je del narodnega parka Bái Tử Long tudi vključen v območje svetovne dediščine zaliva Hạ Long. Nekateri drugi narodni parki so tudi na poskusnem seznamu Unescove dediščine, kot sta narodna parka Cát Tiên in Cát Bà na otoku Cát Bà, pa tudi narodni park Ba Bể, ki je del naravne dediščine Ba Bể-Na Hang . Druga predlagana dediščina Vietnama je jama Con Moong, ki je v narodnem parku Cúc Phương.

## Seznam narodnih parkov v Vietnamu
| Regija                  | Ime                 | Leto ustanovitve | Površina (ha) | Provinca                            |
| ----------------------- | ------------------- | ---------------- | ------------- | ----------------------------------- |
| Severozahod             | Hoàng Liên          | 2002             | 29.845        | Lào Cai, Lai Châu                   |
| Severozahod             | Ba Bể               | 1992             | 7610          | Bắc Kạn                             |
| Severozahod             | Bái Tử Long         | 2001             | 15.783        | Quảng Ninh                          |
| Severozahod             | Xuân Sơn            | 2002             | 15.048        | Phú Thọ                             |
| Severozahod             | Tam Đảo             | 1996             | 36.883        | Vĩnh Phúc, Thái Nguyên, Tuyên Quang |
| Severozahod             | Du Già              | 2015             | 15.006        | Hà Giang                            |
| Severozahod             | Phia Oắc - Phia Đén | 2018             | 10.593        | Cao Bằng                            |
| Delta Rdeče reke        | Ba Vì               | 1991             | 10.815        | Hà Nội                              |
| Delta Rdeče reke        | Cát Bà              | 1986             | 15.200        | Hải Phòng                           |
| Delta Rdeče reke        | Cúc Phương          | 1994             | 22.200        | Ninh Bình, Thanh Hóa, Hòa Bình      |
| Delta Rdeče reke        | Xuân Thủy           | 2003             | 7100          | Nam Định                            |
| Severna centralna obala | Bến En              | 1992             | 14.735        | Thanh Hóa                           |
| Severna centralna obala | Pù Mát              | 2001             | 91.113        | Nghệ An                             |
| Severna centralna obala | Vũ Quang            | 2002             | 55.029        | Hà Tĩnh                             |
| Severna centralna obala | Phong Nha-Kẻ Bàng   | 2001             | 85,754        | Quảng Bình                          |
| Severna centralna obala | Bạch Mã             | 1991             | 22.030        | Thừa Thiên–Huế                      |
| Južna centralna obala   | Phước Bình          | 2006             | 19.814        | Ninh Thuận                          |
| Južna centralna obala   | Núi Chúa            | 2003             | 29.865        | Ninh Thuận                          |
| Centralno višavje       | Chư Mom Ray         | 2002             | 56.621        | Kon Tum                             |
| Centralno višavje       | Kon Ka Kinh         | 2002             | 41.780        | Gia Lai                             |
| Centralno višavje       | Yok Đôn             | 1991             | 115.545       | Đắk Lắk                             |
| Centralno višavje       | Chư Yang Sin        | 2002             | 58.947        | Đắk Lắk                             |
| Centralno višavje       | Bidoup Núi Bà       | 2004;            | 64.800        | Lâm Đồng                            |
| Centralno višavje       | Tà Đùng             | 2018             | 20.937        | Đắc Nông                            |
| Jugovzhod               | Cát Tiên            | 1992             | 73.878        | Đồng Nai, Lâm Đồng, Bình Phước      |
| Jugovzhod               | Bù Gia Mập          | 2002             | 26.032        | Bình Phước                          |
| Jugovzhod               | Côn Đảo             | 1993             | 15.043        | Bà Rịa–Vũng Tàu                     |
| Jugovzhod               | Lò Gò-Xa Mát        | 2002             | 18.765        | Tây Ninh                            |
| Mekongova delta         | Tràm Chim           | 1994             | 7588          | Đồng Tháp                           |
| Mekongova delta         | U Minh Thượng       | 2002             | 8053          | Kiên Giang                          |
| Mekongova delta         | Mũi Cà Mau          | 2003             | 41.862        | Cà Mau                              |
| Mekongova delta         | U Minh Hạ           | 2006             | 8286          | Cà Mau                              |
| Mekongova delta         | Phú Quốc            | 2001             | 31.422        | Kiên Giang                          |